# Damasippus fuscipes
Damasippus fuscipes är en insektsart som beskrevs av Ludwig Redtenbacher 1906. Damasippus fuscipes ingår i släktet Damasippus och familjen Prisopodidae. Inga underarter finns listade i Catalogue of Life.